# Нижний Лешев
Нижний Лешев — село в Сармановском районе Татарстана. Входит в состав Лешев-Тамакского сельского поселения.

## География
Находится в восточной части Татарстана на расстоянии приблизительно 15 км на юг по прямой от районного центра села Сарманово.

## История
Известно с 1710—1711 годов. В начале XX века упоминалось о наличии мечети и мектеба.
В «Списке населенных мест по сведениям 1870 года», изданном в 1877 году, населённый пункт упомянут как деревня Нижний Лещев 2-го стана Мензелинского уезда Уфимской губернии. Располагалась при речке Лещевке, по левую сторону коммерческого тракта из Бирска в Мамадыш, в 80 верстах от уездного города Мензелинска и в 10 верстах от становой квартиры в селе Александровское (Кармалы). В деревне, в 52 дворах жили 335 человек (татары, 175 мужчин и 160 женщин).

## Население
Постоянных жителей было: в 1870—335, в 1913—674, в 1920—722, в 1926—522, в 1938—565, в 1949—447, в 1958—417, в 1970—380, в 1979—272, в 1989—171, 148 в 2002 году (татары 98 %), 118 в 2010.